# Леновац
Лѐновац (на сръбски: Леновац или Lenovac) е село в Зайчарско, Източна Сърбия. В 2002 година селото има 204 жители – 200 от които сърби и 4-ма други.

## Личности
Родени в Леновац
- Хайдут Велко (около 1780 – 1813), български хайдутин, участник в Първото сръбско въстание